# NGC 7811
NGC 7811 је галаксија у сазвежђу Рибе која се налази на NGC листи објеката дубоког неба.
Деклинација објекта је + 3° 21' 7" а ректасцензија 0h 2m 26,4s. Привидна величина (магнитуда) објекта NGC 7811 износи 14,5 а фотографска магнитуда 15,1. NGC 7811 је још познат и под ознакама MCG 0-1-20, MK 543, CGCG 382-19, 3ZW 127, PGC 168.